# 217 Velorum
217 Velorum (s Velorum) é uma estrela na direção da Vela. Possui uma ascensão reta de 10h 31m 57.45s e uma declinação de −45° 04′ 00.2″. Sua magnitude aparente é igual a 5.76. Considerando sua distância de 463 anos-luz em relação à Terra, sua magnitude absoluta é igual a 0.00. Pertence à classe espectral B9.